# Devil's Bag
Devil's Bag (1981-2005), est un cheval de course pur-sang américain. Phénomène à 2 ans, il suscita les plus grands espoirs mais ne put confirmer l'année suivante.

## Carrière de course
Élevé dans le Maryland à Windfields Farm, le haras américain de E.P. Taylor, Devil's Bag passe aux ventes de yearlings de Keeneland, où Alice du Pont Mills débourse $ 325 000 pour l'acquérir. Il fait sensation pour ses débuts en remportant de toute une classe son maiden, et enchaîne les victoires spectaculaires tout en s'élevant dans la hiérarchie des 2 ans. Fin septembre il remporte son premier groupe, les Cowdin Stakes, face à Dr. Carter, qu'il devance à nouveau, par six longueurs cette fois, dans les Champagne Stakes. À chaque fois il s'adjuge le record de la course. Et puis il écrase le Laurel Futurity, battant là aussi le record de la piste détenu par Spectacular Bid, mais stoppe ici sa saison car il doit renoncer à participer aux Remsen Stakes en décembre en raison d'une blessure bénigne au pied. À une époque où il n'y a pas encore de Breeders' Cup Juvenile pour faire office de finale pour tous les poulains du pays (la Breeders' Cup sera inaugurée l'année suivante), Devil's Bag est incontestablement le numéro 1 de sa génération, et d'ailleurs il reçoit l'Eclipse Award qui va avec. Mais il est beaucoup plus que ça. Il est la nouvelle sensation des courses américaines, un prodige au style dévastateur, qui ne fait qu'une bouchée de ses adversaires et ne s'est pas laissé approché à moins de trois longueurs. Il est déjà le grandissime favori de la Triple Couronne 1984. Il est le 2 ans le plus cher de l'histoire, syndiqué sur la base de 36 millions de dollars à la fin de l'année 1997. Il est, comme l'écrit Time Magazine, "le prochain Secretariat".
Avant de faire aussi bien que le légendaire alezan, Devil's Bag doit d'abord rentrer. C'est chose faite dans une préparatoire aux Flamingo Stakes, qui ressemble à un galop d'entraînement. Et puis dans les Flamingo Stakes, Devil's Bag semble parti pour la gloire quand soudain il raccourcit son action et, inexplicablement, rentre dans le rang, concluant à la quatrième place. Selon Sports Illustrated, c'est "l'une des plus incroyable surprises dans l'histoire récente des courses, car aucun 3 ans depuis Secretariat en 1973 n'avait à ce point enflammé l'imagination". Que s'est-il passé ? On ne le saura jamais vraiment. Et les plans de son entourage pour le printemps classique ne changent pas. En appel dans une allowance disputée six semaines plus tard à Keeneland, Devil's Bag fait plus que rassurer : il explose un petit peloton de quinze longueurs, faisant plus que rassurer ses admirateurs. Et il remet ça dans l'ultime préparatoire du Kentucky Derby, disputée une semaine avant le grand jour. Deux victoires certes pas aux dépens de poulains en lice pour le Derby, mais époustouflantes. Pourtant, quelques jours avant le "Run for Roses", c'est la douche froide. L'entraîneur de Devil's Bag Woody Stephens annonce le forfait du prodige, exprimant des doutes quant à sa capacité à franchir un cap entre 2 et 3 ans, et l'annonce au départ des Preakness Stakes. Devil's Bag "reviendra, dit-il, je suis certain qu'il reviendra". Une déclaration sibylline, qui laisse planer un certain doute. Et, de fait, on ne reverra jamais Devil's Bag en piste. Le 7 mai, on annonce qu'il souffre d'une petite fracture et que sa carrière est terminée. Devil's Bag gardera pour toujours son mystère.

### Résumé de carrière
| Date         | Hippodrome      | Pays        | Course               | Statut      | Distance    | Jockey       | Place       | Écart       | Vainqueur ou deuxième |
| 1983, 2 ans  | 1983, 2 ans     | 1983, 2 ans | 1983, 2 ans          | 1983, 2 ans | 1983, 2 ans | 1983, 2 ans  | 1983, 2 ans | 1983, 2 ans | 1983, 2 ans           |
| ------------ | --------------- | ----------- | -------------------- | ----------- | ----------- | ------------ | ----------- | ----------- | --------------------- |
| 20 août      | Saratoga        | États-Unis  | Maiden               |             | 1 200 m     | Eddie Maple  | 1er / 9     | 7 ½         | Chimes Keeper         |
| 28 août      | Belmont Park    | États-Unis  | Allowance            |             | 1 200 m     | Jean Cruguet | 1er / 6     | 5 ¼         | Exit Five B.          |
| 28 septembre | Belmont Park    | États-Unis  | Cowdin Stakes        | Gr. 2       | 1 400 m     | Eddie Maple  | 1er / 9     | 3           | Dr. Carter            |
| 15 octobre   | Belmont Park    | États-Unis  | Champagne Stakes     | Gr. 1       | 1 600 m     | Eddie Maple  | 1er / 12    | 6           | Dr. Carter            |
| 29 octobre   | Laurel Park     | États-Unis  | Laurel Futurity      | Gr. 1       | 1 700 m     | Eddie Maple  | 1er / 5     | 5 ¼         | Hail Bold King        |
| 1998, 3 ans  |                 |             |                      |             |             |              |             |             |                       |
| 20 février   | Hilaeah Park    | États-Unis  | Flamingo Prep Stakes |             | 1 400 m     | Eddie Maple  | 1er / 4     | 7           | Friendly Bob          |
| 3 mars       | Hilaeah Park    | États-Unis  | Flamingo Stakes      | Gr. 1       | 1 800 m     | Eddie Maple  | 4e / 8      | 7           | Time For A Change     |
| 19 avril     | Keeneland       | États-Unis  | Forerunner Stakes    |             | 1 400 m     | Eddie Maple  | 1er / 5     | 15          | So Vague              |
| 28 avril     | Churchill Downs | États-Unis  | Derby Trial Stakes   |             | 1 600 m     | Eddie Maple  | 1er / 5     | 2 ¼         | Biloxi Indian         |

## Au haras
Devil's Bag fait toute sa carrière d'étalon à Claiborne Farm, où il donne le champion et Hall of Famer japonais Taiki Shuttle (Mile Championship, Sprinters Stakes, Yasuda Kinen, Prix Jacques Le Marois), Twilight Agenda (deuxième d'une Breeders' Cup Classic) ou encore le multiple vainqueur de groupe 1 Devil His Due. Toujours actif à 24 ans (il fait alors la monte à $ 10 000), Devil's Bag se fracture la jambe et doit être euthanasié en février 2005.

## Origines
Halo fut tête de liste des étalons américains en 1983 et 1989, les deux années où s'illustrent ses deux meilleurs fils Devil's Bag et Sunday Silence. Devil's Bag fait partie d'une fratrie fabuleuse, issue de Ballade, une poulinière issue du champion français Herbager, acquise yearling par E.P. Taylor en 1973 pour $ 55 000. Celle-ci est en effet la mère de : 
- Glorious Song (par Halo) : La Canada Stakes, Santa Margarita Invitational, Top Flight Handicap, Spinster Stakes, meilleure jument d'âge d'Amérique du Nord en 1980 et membre du Hall of Fame des courses canadiennes. Mère de :
  - Singspiel (par In The Wings) : Canadian International Stakes, Japan Cup, Dubai World Cup, Coronation Cup, International Stakes, Cheval de l'année sur gazon aux États-Unis (1996), étalon de premier plan (père notamment de Solow).
  - Rahy (par Blushing Groom) : Bel Air Handicap (Gr.2), 2e Middle Park Stakes, 3e Mill Reef Stakes (Gr.2), étalon, père notamment de Fantastic Light.
  - Rakeen (par Northern Dancer), placé de groupe 1 en Afrique du Sud où il a donné Jet Master, élu deux fois cheval de l'année et sacré sept fois tête de liste des étalons sud-africains.
- Saint Ballado (par Halo) : Arlington Classic, tête de liste des étalons américains en 2005, père de la championne Ashado et du cheval de l'année 2005, Saint Liam.
- Devil's Bag

Miss Swapsco, la deuxième mère de Devil's Bag, brilla également sur les pistes, où elle remporta les Ashland Stakes en 1968. Elle est une fille de Soaring, l'un des piliers de l'élevage de Darby Dan Farm.

### Pedigree
| Origines de Devil's Bag (USA), mâle bai né en 1981 | Origines de Devil's Bag (USA), mâle bai né en 1981 | Origines de Devil's Bag (USA), mâle bai né en 1981 | Origines de Devil's Bag (USA), mâle bai né en 1981 |
| -------------------------------------------------- | -------------------------------------------------- | -------------------------------------------------- | -------------------------------------------------- |
| Père Halo                                          | Hail To Reason                                     | Turn-To                                            | Royal Charger                                      |
| Père Halo                                          | Hail To Reason                                     | Turn-To                                            | Source Sucree                                      |
| Père Halo                                          | Hail To Reason                                     | Nothirdchance                                      | Blue Swords                                        |
| Père Halo                                          | Hail To Reason                                     | Nothirdchance                                      | Galla Colors                                       |
| Père Halo                                          | Cosmah                                             | Cosmic Bomb                                        | Pharamond                                          |
| Père Halo                                          | Cosmah                                             | Cosmic Bomb                                        | Banish Fear                                        |
| Père Halo                                          | Cosmah                                             | Almahmoud                                          | Mahmoud                                            |
| Père Halo                                          | Cosmah                                             | Almahmoud                                          | Arbitrator                                         |
| Mère Ballade                                       | Herbager                                           | Vandale                                            | Plassy                                             |
| Mère Ballade                                       | Herbager                                           | Vandale                                            | Vanille                                            |
| Mère Ballade                                       | Herbager                                           | Flagette                                           | Escamillo                                          |
| Mère Ballade                                       | Herbager                                           | Flagette                                           | Fidgette                                           |
| Mère Ballade                                       | Miss Swapsco                                       | Cohoes                                             | Mahmoud                                            |
| Mère Ballade                                       | Miss Swapsco                                       | Cohoes                                             | Belle of Troy                                      |
| Mère Ballade                                       | Miss Swapsco                                       | Soaring                                            | Swaps                                              |
| Mère Ballade                                       | Miss Swapsco                                       | Soaring                                            | Larking (famille 12-c)                             |